# Frühere Gemeindeorganisation des Kantons Thurgau
Das kantonale öffentliche Recht des Kantons Thurgau kannte bis ins ausgehende 20. Jahrhundert zwei um 1800 von der Helvetischen Republik damals für die ganze Schweiz geschaffene parallele Gemeindetypen, die einen eigentlichen Gemeindedualismus begründeten. Im Thurgau hatten die zwei  Gemeindetypen folgende Zuständigkeiten:
1. die Munizipalgemeinden (MG); sie entsprachen territorial im Wesentlichen den Kirchgemeinden und vollzogen vor allem vom Staat übertragene Aufgaben (Zivilstands-, Steuerwesen u. a.),[1]
2. die Ortsgemeinden (OG) waren unter anderem für Brunnen, Strassen und die Feuerwehr zuständig[2] und trugen ab 1944 das Bürgerrecht.[3]

## Geschichte
Nach dem Recht der Helvetik waren die Munizipalgemeinden für verfassungsmässige Aufgaben (wie Polizeiwesen, Zivilstandswesen, Beurkundung und Vormundschaftspflege), die Ortsgemeinden für materielle Aufgaben (wie Flur-, Strassen-, Wasser- und Löschwesen) zuständig. Später verflochten sich die Aufgaben zusehends.
Wo Munizipalgemeinde und Ortsgemeinde deckungsgleich waren, mussten ab 1874 Einheitsgemeinden (EG; z. B. Kreuzlingen) gebildet werden.
1970 wurde im Kantonsrat eine Motion Scheuber für erheblich erklärt, die die Vereinfachung der Gemeindestrukturen verlangte. Es dauerte allerdings fast drei Jahrzehnte, bis zwischen 1995 und 2000 aus 73 Munizipal- und 144 Ortsgemeinden die 80 politischen Gemeinden gebildet wurden, die bis heute Bestand haben.

## Munizipalgemeinden und Ortsgemeinden im Jahre 1986
Nachfolgend der Stand im Jahre 1986, wie er im Amtlichen Gemeindeverzeichnis der Schweiz festgehalten ist:

### Bezirk Arbon
- Munizipalgemeinde Arbon mit den Ortsgemeinden Arbon und Frasnacht
- Einheitsgemeinde Dozwil
- Einheitsgemeinde Egnach
- Einheitsgemeinde Hefenhofen
- Einheitsgemeinde Horn
- Einheitsgemeinde Kesswil
- Einheitsgemeinde Roggwil (TG)
- Einheitsgemeinde Romanshorn
- Einheitsgemeinde Salmsach
- Einheitsgemeinde Sommeri
- Einheitsgemeinde Uttwil

### Bezirk Bischofszell
- Einheitsgemeinde Amriswil
- Einheitsgemeinde Bischofszell
- Munizipalgemeinde Erlen mit den Ortsgemeinden Buchackern, Engishofen, Ennetaach, Erlen und Kümmertshausen
- Munizipalgemeinde Hauptwil mit den Ortsgemeinden Gottshaus und Hauptwil
- Munizipalgemeinde Hohentannen mit den Ortsgemeinden Heldswil und Hohentannen
- Munizipalgemeinde Neukirch an der Thur mit den Ortsgemeinden Buhwil, Halden, Neukirch an der Thur, Schönenberg an der Thur und Schweizersholz
- Munizipalgemeinde Sulgen mit den Ortsgemeinden Götighofen, Kradolf, Riedt und Sulgen
- Munizipalgemeinde Zihlschlacht mit den Ortsgemeinden Schocherswil, Sitterdorf und Zihlschlacht

### Bezirk Diessenhofen
- Munizipalgemeinde Basadingen mit den Ortsgemeinden Basadingen, Mett-Oberschlatt, Schlattingen und Unterschlatt
- Munizipalgemeinde Diessenhofen mit den Ortsgemeinden Diessenhofen und Willisdorf

### Bezirk Frauenfeld
- Munizipalgemeinde Aadorf mit den Ortsgemeinden Aadorf, Aawangen, Ettenhausen, Guntershausen bei Aadorf und Wittenwil
- Einheitsgemeinde Felben-Wellhausen (1983 aus der Fusion der Ortsgemeinden Felben und Wellhausen mit ihrer Munizipalgemeinde Felben entstanden)
- Einheitsgemeinde Frauenfeld
- Munizipalgemeinde Gachnang mit den Ortsgemeinden Gachnang, Gerlikon, Islikon, Kefikon, Niederwil (TG) und Oberwil (TG)
- Munizipalgemeinde Hüttlingen mit den Ortsgemeinden Eschikofen, Harenwilen, Hüttlingen und Mettendorf
- Einheitsgemeinde Matzingen
- Munizipalgemeinde Neunforn mit den Ortsgemeinden Niederneunforn, Oberneunforn und Wilen bei Neunforn
- Einheitsgemeinde Stettfurt
- Munizipalgemeinde Thundorf mit den Ortsgemeinden Lustdorf und Thundorf
- Munizipalgemeinde Uesslingen mit den Ortsgemeinden Buch bei Frauenfeld, Uesslingen und Warth

### Bezirk Kreuzlingen
- Munizipalgemeinde Alterswilen mit den Ortsgemeinden Alterswilen, Altishausen, Ellighausen, Lippoldswilen, Neuwilen und Siegershausen
- Einheitsgemeinde Altnau
- Einheitsgemeinde Ermatingen
- Einheitsgemeinde Gottlieben
- Einheitsgemeinde Güttingen
- Munizipalgemeinde Illighausen mit den Ortsgemeinden Illighausen, Oberhofen bei Kreuzlingen und Schönenbaumgarten
- Einheitsgemeinde Kreuzlingen
- Munizipalgemeinde Langrickenbach mit den Ortsgemeinden Dünnershaus, Herrenhof, Langrickenbach und Zuben
- Munizipalgemeinde Scherzingen mit den Ortsgemeinden Bottighofen, Landschlacht und Scherzingen
- Einheitsgemeinde Tägerwilen
- Munizipalgemeinde Wäldi mit den Ortsgemeinden Engwilen, Lipperswil, Sonterswil und Wäldi

### Bezirk Münchwilen
- Munizipalgemeinde Affeltrangen mit den Ortsgemeinden Affeltrangen, Buch bei Märwil, Märwil und Zezikon
- Munizipalgemeinde Bichelsee mit den Ortsgemeinden Balterswil und Bichelsee
- Einheitsgemeinde Fischingen
- Munizipalgemeinde Lommis mit den Ortsgemeinden Bettwiesen, Kalthäusern, Lommis, Weingarten und Wetzikon (TG)
- Einheitsgemeinde Münchwilen (TG)
- Munizipalgemeinde Rickenbach bei Wil mit den Ortsgemeinden Rickenbach bei Wil und Wilen bei Wil
- Einheitsgemeinde Schönholzerswilen
- Munizipalgemeinde Sirnach mit den Ortsgemeinden Busswil (TG), Eschlikon, Horben, Sirnach, Wallenwil und Wiezikon
- Einheitsgemeinde Wängi
- Einheitsgemeinde Wuppenau
- Einheitsgemeinde Tobel-Tägerschen

### Bezirk Steckborn
- Einheitsgemeinde Berlingen
- Einheitsgemeinde Eschenz
- Munizipalgemeinde Herdern mit den Ortsgemeinden Herdern und Lanzenneunforn
- Einheitsgemeinde Homburg
- Munizipalgemeinde Hüttwilen mit den Ortsgemeinden Hüttwilen, Nussbaumen und Uerschhausen
- Einheitsgemeinde Müllheim
- Munizipalgemeinde Pfyn mit den Ortsgemeinden Dettighofen, Pfyn und Weiningen (TG)
- Einheitsgemeinde Raperswilen
- Einheitsgemeinde Salenstein
- Munizipalgemeinde Steckborn mit den Ortsgemeinden Gündelhart-Hörhausen, Mammern, Salen-Reutenen und Steckborn
- Munizipalgemeinde Wagenhausen mit den Ortsgemeinden Kaltenbach, Rheinklingen und Wagenhausen

### Bezirk Weinfelden
- Munizipalgemeinde Amlikon mit den Ortsgemeinden Amlikon, Bissegg, Griesenberg und Strohwilen
- Munizipalgemeinde Berg (TG) mit den Ortsgemeinden Andhausen, Berg (TG), Graltshausen, Mauren und Weerswilen
- Munizipalgemeinde Birwinken mit den Ortsgemeinden Andwil (TG), Birwinken, Guntershausen bei Birwinken, Happerswil-Buch, Klarsreuti und Mattwil
- Munizipalgemeinde Bürglen (TG) mit den Ortsgemeinden Bürglen (TG), Donzhausen, Hessenreuti, Leimbach (TG) und Opfershofen (TG)
- Munizipalgemeinde Bussnang mit den Ortsgemeinden Bussnang, Friltschen, Istighofen, Lanterswil, Mettlen, Oberbussnang, Oppikon, Reuti und Rothenhausen
- Munizipalgemeinde Hugelshofen mit den Ortsgemeinden Dotnacht und Hugelshofen
- Einheitsgemeinde Märstetten
- Einheitsgemeinde Weinfelden
- Munizipalgemeinde Wigoltingen mit den Ortsgemeinden Bonau, Engwang, Illhart und Wigoltingen